# Tre maniere d'amare
Tre maniere d'amare (Three Wise Girls) è un film del 1932 diretto da William Beaudine. La commedia è ispirata al libro Blonde Baby di Wilson Collison, pubblicato a New York nel 1931 e ha come protagonista la prorompente Jean Harlow.

## Trama
La giovane e vivace provinciale Cassie, stufa della solita vita della provincia, si trasferisce a New York con l'amica Dot. Bella e appariscente, Cassie viene importunata dai suoi datori di lavoro. A New York rinnova la sua amicizia con Gladys, un'amica d'infanzia, che vive e lavora lì da anni in un grande magazzino. Gladys, che le trova un lavoro come modella nello stesso negozio, le rivela di essere l'amante di Arthur Phelps, un banchiere sposato. Un giorno, Cassie accetta un passaggio da Jerry Dexter, un tipo un po' brillo ma galante, di cui lei si innamora, ignorando il fatto che lui sia già sposato. Jerry supplica la moglie di concedergli il divorzio, ricevendo un netto rifiuto. La signora Dexter, che vuole vedere la rivale, si reca nel negozio dove lavora Cassie e, come cliente, chiede di avere Cassie per modella dei suoi vestiti. Quando, inaspettatamente, arriva Jerry, la moglie rivela a Cassie la sua identità. Delusa e con il cuore spezzato, Cassie non vuole ascoltare le spiegazioni dell'uomo e se ne va, trovando rifugio nell'appartamento di Gladys. L'amica, in crisi con Phelps, la mette in guardia nell'avere relazioni con uomini sposati. Quando Jerry riesce a sapere dove si trovi Cassie, si reca nell'appartamento di Gladys ma sorprende la ragazza tra le braccia di Phelps che in realtà sta cercando di violentala. Equivocando, Jerry se ne va. Gladys, dopo aver saputo che il banchiere è tornato dalla moglie, si avvelena.
Senza più illusioni, sconfitta dalla grande città, Cassie lascia New York per tornare a casa. Un giorno, vede arrivare Jerry che le annuncia, felice, di aver finalmente divorziato e di essere libero di amarla.

## Produzione
Il film - le cui riprese durarono dal 1º al 22 ottobre 1931 con il titolo di lavorazione Blonde Baby- fu prodotto dalla Columbia Pictures.

## Distribuzione
Il copyright del film, richiesto dalla Columbia Pictures Corp., fu registrato il 21 dicembre 1931 con il numero LP2715.
Secondo i dati all'AMPAS Library, l'Hays Office volle che il soggetto indicasse senza equivoci che Jerry fosse già separato dalla moglie quando ha inizio la sua relazione con Cassie. Inoltre, l'ufficio di Hays volle che la pubblicità del film non indicasse il romanzo Blonde Baby come origine del soggetto, a causa di alcune situazioni censurabili presenti nel libro come quella in cui Cassie viene trovata a letto con Jerry dagli investigatori assunti dalla moglie di lui, che li usa come testimoni nella causa di divorzio.
Distribuito dalla Columbia Pictures con il titolo originale Three Wise Girls, il film fu presentato in prima l'11 gennaio per poi uscire nelle sale statunitensi il 9 febbraio 1932. In Spagna, fu ribattezzato Abismos de pasión.